# Sound & Color
Sound & Color è il secondo album in studio del gruppo rock statunitense Alabama Shakes, pubblicato nell'aprile 2015.

## Tracce
1. Sound & Color – 3:02
2. Don't Wanna Fight – 3:53
3. Dunes – 4:18
4. Future People – 3:22
5. Gimme All Your Love – 4:03
6. This Feeling – 4:29
7. Guess Who – 3:16
8. The Greatest – 3:50
9. Shoegaze – 2:59
10. Miss You – 3:47
11. Gemini – 6:36
12. Over My Head – 3:51